# Пеньково (Северо-Казахстанская область)
Пеньково (каз. Пеньково) — село в Кызылжарском районе Северо-Казахстанской области Казахстана. Административный центр Рощинского сельского округа. Код КАТО — 595064100.

## Население
В 1999 году население села составляло 1048 человек (519 мужчин и 529 женщин). По данным переписи 2009 года, в селе проживало 958 человек (462 мужчины и 496 женщин).

## География
Село расположено около озера Пеньковское. В 3 км к западу находится озеро Киштибиш, в 3,5 км к северо-востоку — озеро Широкое, в 6,5 км к северо-востоку — озеро Черепково.